# Brottanvisning
Brottanvisning är en spricka, ett bearbetat snitt eller skarpt inåtvänt hörn,i ett material som kan leda till brott vid ytterligare belastning.
En brottanvisning kan vara av två slag:
- Oavsiktlig brottanvisning föreligger om ett föremål är olämpligt utformat, så att det brister vid belastning. Detta uppstår genom kraftkoncentration genom inre spänningar i föremålet. Ett exempel kan vara en axel, vars ände svarvats ner till en mindre diameter, med ett skarpt innerhörn där dimensionsförändringen inträffar. Sprickor kan då uppträda just där, och i värsta fall går axeln av. Detta motverkas genom att man svarvar innerhörnet avrundat.
- Avsiktlig brottanvisning görs genom en plötslig, liten dimensionsförändring på ett föremål när man vill skapa möjlighet att med handkraft eller enkelt verktyg bryta loss en del av föremålet. Exempel kan vara en elektrisk kopplingsdosa, där man vid montaget vill skapa ett hål för införande av en ledning vid den ena eller andra av dosans kanter. Ett annat exempel kan vara en rutad chokladkaka, där man med händerna kan bryta av ett större eller mindre stycke.